# 민은경
민은경(1982년 5월 30일 ~)은 대한민국의 국악인이다. 국립극장 국립창극단 단원으로, 
중요무형문화재 제5호 판소리 춘향가 이수자이기도 하다.

## 학력
- 중앙대학교 대학원 한국음악과 석사과정
- 중앙대학교 음악극과 학사
- 국악예술고등학교

## 방송
- 코리아 온 스테이지 - 남원 광한루 (2021)
- 조선판스타 (2021) - Top15

## 수상
- KBS국악대경연 판소리부문 장원 (2008)
- 임방울 국악제 판소리부문 금상 (2003)
- 동아국악콩쿠르 판소리부문 금상 (2002)

## 음반
- 서울시 무형문화재 제24호 예능보유자 박찬범(류) 초적연주 (2008)
- 박찬범 류 초적연주 (영암땅 월출봉) (2012)
- 박찬범 류 초적연주 2013 (영암땅 월출봉) (2013)
- 불후의 명곡 - 전설을 노래하다 (2019 여름특집 3탄 Oh My Star ★ 오 나의 친구!) (2019)
- Blooming (2020)
- 조선판스타 Part.2 (2021)
- 조선판스타 Part.3 (2021)

### 라라모해
- 이별아리 (2019)